# Wlonice (Ożarów)
Pour l’article homonyme, voir Wlonice (Wojciechowice).
Wlonice est une localité polonaise de la gmina d'Ożarów, située dans le powiat d'Opatów en voïvodie de Sainte-Croix.